# Bergholtzzell
Bergholtzzell is een gemeente in het Franse departement Haut-Rhin (regio Grand Est) en telt 336 inwoners (1999). De plaats maakt deel uit van het arrondissement Guebwiller.

## Geografie
De oppervlakte van Bergholtzzell bedraagt 2,3 km², de bevolkingsdichtheid is 146,1 inwoners per km².
De onderstaande kaart toont de ligging van Bergholtzzell met de belangrijkste infrastructuur en aangrenzende gemeenten.

## Demografie
Onderstaande figuur toont het verloop van het inwonertal (bron: INSEE-tellingen).